# Глез, Мирей
Мирей Глез (нидерл. Mireille Gleizes; род. 23 февраля 1956, Темсе, Восточная Фландрия) — бельгийская (фламандская) пианистка.

## Биография
Училась в консерваториях Гента, Брюсселя, Монса, продолжила учебу в Минской консерватории. Занималась у пианистов Валерия Афанасьева и Михаила Фаермана, у бельгийского композитора и пианиста польского происхождения Петра Лахерта.

## Исполнительский репертуар
Репертуар пианистки — от Баха, Шумана и Мусоргского до Шостаковича и Шнитке. Но сосредоточена она преимущественно на произведениях представителей Новой консонантной музыки — Арво Пярта, Георга Пелециса, Хенрика Гурецкого, Доминика Дюпраза, Жилберту Мендеша, Энрике де Куритиба и других. Несколько её дисков выпустил в Брюсселе Ален Ван Керкховен, основной издатель и пропагандист нового консонантизма.

## Творческие связи
Выступает со скрипачами Михаилом Безверхним и Марком Лубоцким, альтистом Михаилом Кугелем, фламандским оркестром итал. I Fiamminghi («Фламандцы»). Концертировала в Европе, странах бывшего СССР, США, Канаде, Бразилии, Мексике и др.